# Liste der Biografien/Leis
Liste der Biografien |
Portal Biografien |
Personensuche
# |
A |
B |
C |
D |
E |
F |
G |
H |
I |
J |
K |
L |
M |
N |
O |
P |
Q |
R |
S |
T |
U |
V |
W |
X |
Y |
Z |
?
 
La |
Lb |
Lc |
Le |
Lg |
Lh |
Li |
Lj |
Ll |
Lm |
Lo |
Lp |
Lt |
Lu |
Lv |
Lw |
Lx |
Ly |
Lz
 
Lea |
Leb |
Lec |
Led |
Lee |
Lef |
Leg |
Leh |
Lei |
Lej |
Lek |
Lel |
Lem |
Len |
Leo |
Lep |
Leq |
Ler |
Les |
Let |
Leu |
Lev |
Lew |
Lex |
Ley |
Lez
 
Leia |
Leib |
Leic |
Leid |
Leie |
Leif |
Leig |
Leih |
Leij |
Leik |
Leil |
Leim |
Lein |
Leip |
Leir |
Leis |
Leit |
Leiu |
Leiv |
Leiw |
Leix |
Leiz
Die Liste der Biografien führt alle Personen auf, die in der deutschsprachigen Wikipedia einen Artikel haben. Dieses ist eine Teilliste mit 196 Einträgen von Personen, deren Namen mit den Buchstaben „Leis“ beginnt.

## Leis
- Leis, Adam (1892–1942), Kommunist und Widerstandskämpfer gegen das NS-Regime
- Leis, Bernhard (1906–1974), deutscher Fußballspieler
- Leis, Ferdinand (* 1910), deutscher Verwaltungsjurist und Kommunalpolitiker
- Leis, Johann Wilhelm (1768–1808), deutscher Schriftsteller der Biedermeierzeit
- Leis, Kuldar (* 1968), estnischer Unternehmer und Politiker
- Leis, Matthias (* 1899), deutscher Eishockeytorwart
- Leis, Rolf (* 1931), deutscher Mathematiker
- Leis-Bendorff, Florian (1969–2005), deutscher Musiker

### Leisc
- Leisch, Friedrich (1968–2024), österreichischer Mathematiker
- Leisch, Tina (* 1964), deutsch-österreichische Regisseurin und Journalistin
- Leisch-Kiesl, Monika (* 1960), österreichische Kunsthistorikerin und Hochschullehrerin
- Leischik, Julia (* 1970), deutsche Redakteurin und Moderatorin
- Leisching, Eduard (1858–1938), österreichischer Kunsthistoriker und Direktor des Museums für angewandte Kunst
- Leisching, Friederike (1767–1846), deutsche Malerin und Zeichnerin
- Leisching, Julius (1865–1933), österreichischer Architekt und Museumsdirektor
- Leisching, Karl Gottlob (1725–1806), deutscher Superintendent in Langensalza
- Leisching, Leonard (1934–2018), südafrikanischer Boxer
- Leisching, Marianne (1896–1971), österreichische Kunsthandwerkerin, Textilkünstlerin und Emailkünstlerin
- Leisching, Peter (1933–1999), österreichischer Kirchenrechtler und ordentlicher Universitätsprofessor für Kirchenrecht an der Fakultät für Rechtswissenschaften der Leopold-Franzens-Universität Innsbruck
- Leischner, Anton (1908–2010), deutscher Mediziner und Linguist
- Leischner, Erich Franz (1887–1970), österreichischer Architekt
- Leischner, Margaret (1907–1970), deutsch-britische Textildesignerin und Hochschullehrerin

### Leise
- Leise, August Georg (1876–1945), Polizeidirektor in Hamm
- Leise, Joshua (* 1995), deutscher Koch
- Leise, Karl-Heinz (1919–2004), deutscher Physiker
- Leisegang, Dieter (1942–1973), deutscher Autor, Übersetzer
- Leisegang, Hans (1890–1951), deutscher Philosoph, Physiker und Autor
- Leisegang, Norbert (* 1960), deutscher MusikerNorbert Leisegang (* 1960)

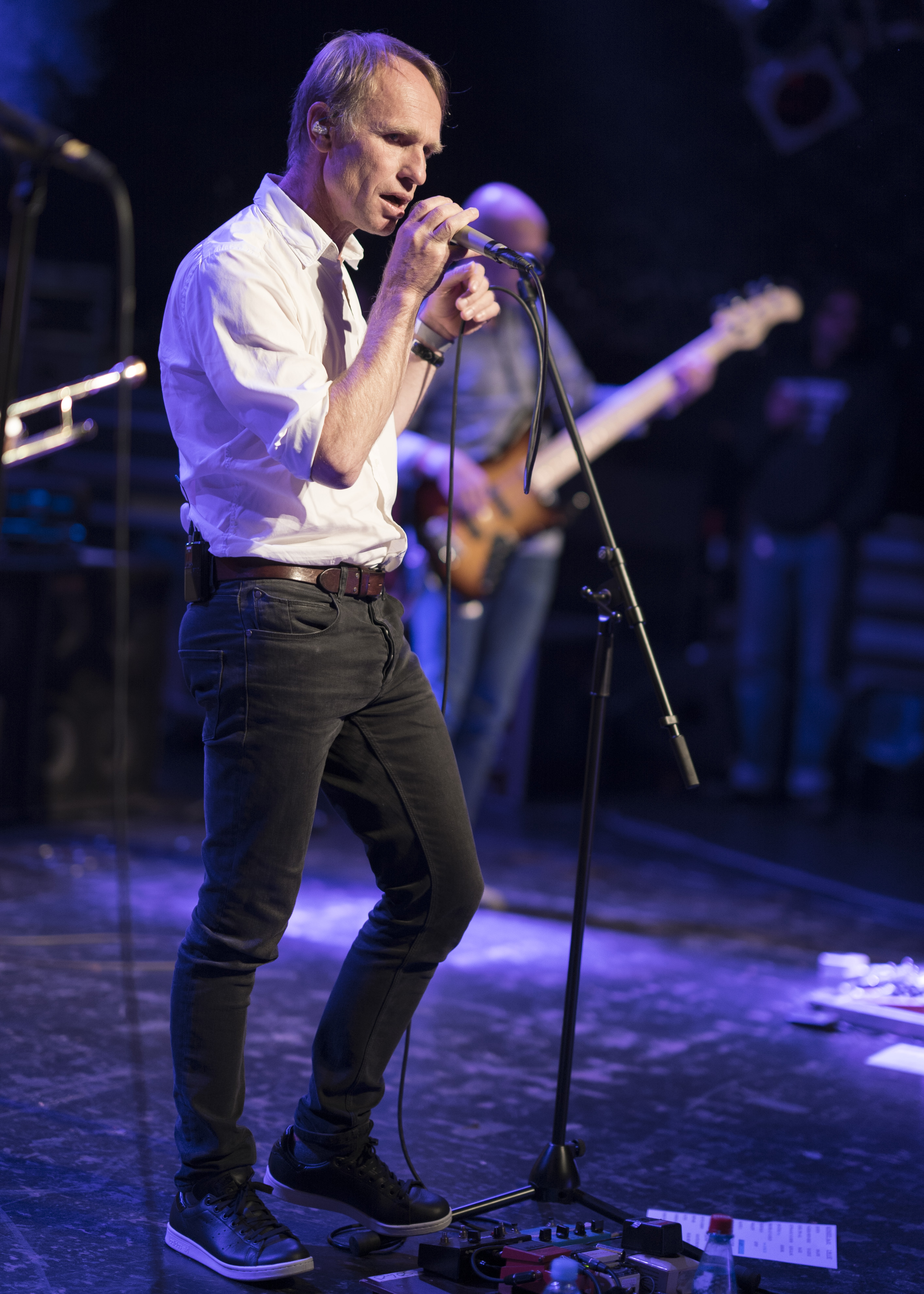
Norbert Leisegang (* 1960)

- Leisegang, Otto (1861–1945), deutscher evangelischer Theologe
- Leisegang, Peter (* 1952), deutsch-schweizerischer Cellist und Hochschullehrer
- Leisek, Georg (1869–1936), österreichischer Bildhauer
- Leisen, Grégoire (1916–1993), luxemburgischer Radrennfahrer
- Leisen, Mitchell (1898–1972), amerikanischer Regisseur, Schauspieler, Produzent und Kostümdesigner
- Leisen, Steve (* 1976), luxemburgischer Poolbillardspieler
- Leisenberg, Manfred (* 1954), deutscher Informatiker und Hochschullehrer
- Leisenheimer, Reinhard (1939–2014), deutscher Sänger und Hochschullehrer
- Leisenring, Brady (* 1982), US-amerikanischer Eishockeyspieler und -trainer
- Leisenring, John (1853–1901), US-amerikanischer Politiker
- Leisentrit, Johann (1527–1586), Dekan des Bautzener Kollegiatkapitels und Diözesan-Administrator des Bistums Meißen
- Leiser, Erwin (1923–1996), deutsch-schwedischer Publizist
- Leiser, Godi (1920–2009), Schweizer Zeichner und Maler
- Leiser, Gottfried (1853–1922), deutscher Landwirt und Politiker (DDP)
- Leiser, Herbert (* 1941), Schweizer Schauspieler
- Leiser, Kevin (* 1993), deutscher Gymnasiallehrer und Politiker (SPD), MdBKevin Leiser (* 1993)

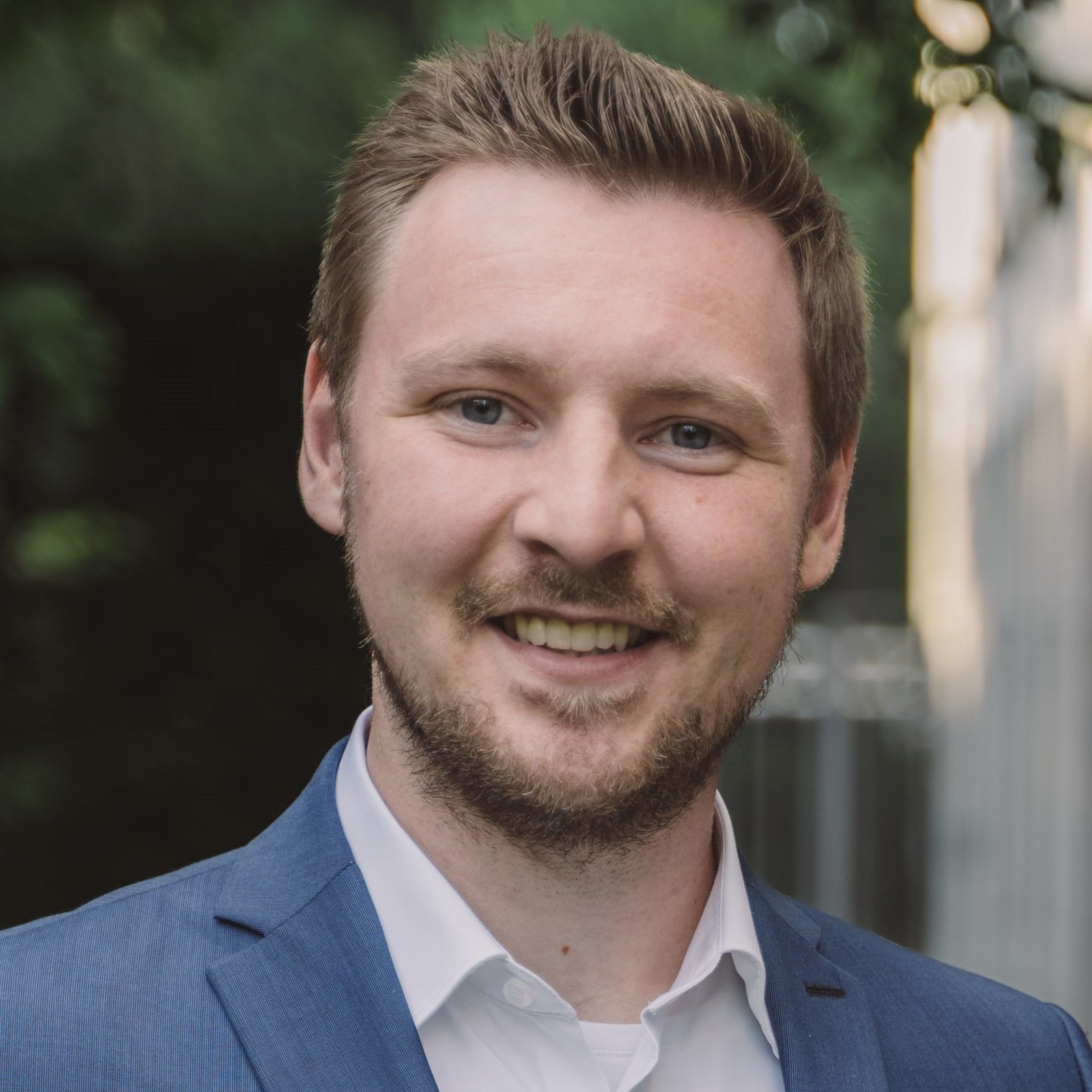
Kevin Leiser (* 1993)

- Leiser, Martin (* 1978), Schweizer Hürdenläufer und Sprinter
- Leiser, Moshe (* 1956), belgischer Opernregisseur
- Leiser, Walter (1931–2023), Schweizer Ruderer
- Leisering, Bernhard (1951–2012), deutscher Architekt
- Leisering, Eckhart (* 1962), deutscher Archivar
- Leisering, Lutz (* 1953), deutscher Politologe und Hochschullehrer, Professor für Sozialpolitik
- Leisering, Theodor (1820–1892), deutscher Veterinärmediziner
- Leiserowitsch, Simon (1891–1962), deutscher Fußballspieler
- Leiserowitz, Leslie (* 1934), israelischer Chemiker und Kristallograph
- Leiserowitz, Ruth (* 1958), deutsche Schriftstellerin und HistorikerinRuth Leiserowitz (* 1958)

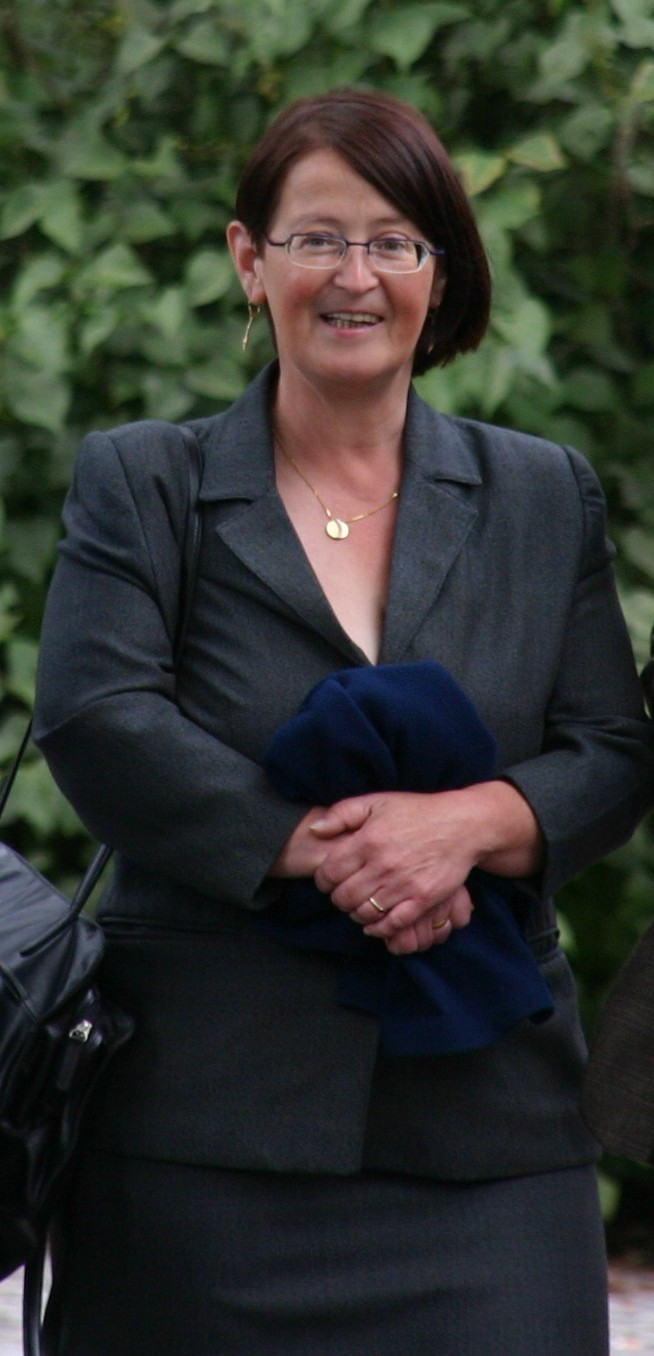
Ruth Leiserowitz (* 1958)

- Leiserson, Avery (1913–2004), US-amerikanischer Politikwissenschaftler und Hochschullehrer
- Leiserson, Charles E. (* 1953), US-amerikanischer Informatiker und Gründer der Firma Cilk Arts, Inc.
- Leisewitz, Carl (1831–1916), deutscher Agrarwissenschaftler
- Leisewitz, Johann Anton (1752–1806), deutscher Autor, Jurist und Schriftsteller
- Leisewitz, Lambert (1846–1909), deutscher Kaufmann und Politiker, MdBB

### Leisg
- Leisgen, Barbara (1940–2017), deutsche Fotografin
- Leisgen, Michael (* 1944), österreichischer Fotograf

### Leish
- Leishman, Gina, britische Komponistin und Musikerin
- Leishman, Marc (* 1983), australischer Golfer
- Leishman, Tommy (1937–2021), schottischer Fußballspieler und -trainer
- Leishman, William Boog (1865–1926), schottischer Tropenarzt und Pathologe

### Leisi
- Leisi, Ernst (1878–1970), Schweizer Lehrer und Landeshistoriker
- Leisi, Ernst (1918–2001), Schweizer Anglist und Hochschullehrer
- Leising, Richard (1934–1997), deutscher Lyriker
- Leisinger, Elisabeth (1863–1933), deutsche Opernsängerin (Koloratur-Sopran)
- Leisinger, Klaus M. (* 1947), deutscher Soziologe
- Leisinger, Ulrich (* 1964), deutscher Musikwissenschaftler
- Leisiö, Larisa (* 1962), Linguistin und Hochschullehrerin an der Universität Ostfinnland

### Leisk
- Leiske, Norbert (* 1938), deutscher Radrennfahrer
- Leiske, Walter (1889–1971), deutscher Politiker (CDU), MdB
- Leisker, Hanna (1915–2013), deutsche Gold- und Silberschmiedin

### Leisl
- Leisle, Madison (* 1999), US-amerikanische Schauspielerin
- Leisler, Emil (1805–1869), nassauischer Politiker
- Leisler, Ernst (1795–1875), nassauischer Politiker
- Leisler, Jakob († 1691), deutschstämmiger amerikanischer Kolonialist
- Leisler, Johann Philipp Achilles (1772–1813), deutscher Arzt und Zoologe
- Leisler, Wilhelm (1803–1871), Kommerzienrat Mitglied der kurhessischen Ständeversammlung

### Leism
- Leismann, Fabiano (* 1991), brasilianischer Fußballspieler
- Leismann, Renate (1942–2016), deutsche Sängerin
- Leismann, Werner (1936–2015), deutscher Sänger
- Leismüller, Johannes (* 1936), deutscher Bildhauer
- Leismüller, Lia (1931–2001), deutsche Skirennläuferin

### Leisn
- Leisner, Emmi (1885–1958), deutsche Opernsängerin (Mezzosopran/Alt)
- Leisner, Georg (1870–1957), deutscher Prähistoriker und Archäologe
- Leisner, Karl (1915–1945), deutscher Geistlicher, Märtyrer der katholischen KircheKarl Leisner (1915–1945)

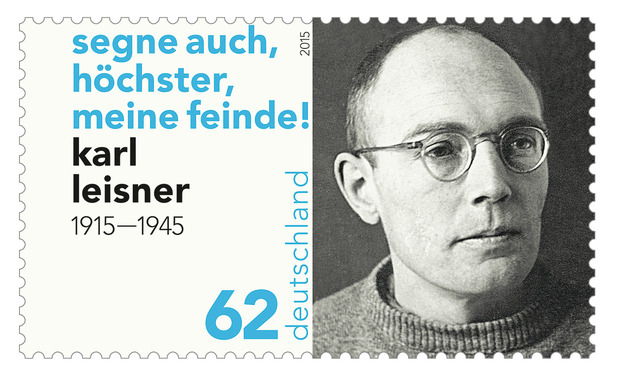
Karl Leisner (1915–1945)

- Leisner, Lorenz (1906–1995), deutscher Maler und Zeichner der abstrakten Kunst
- Leisner, Regine (* 1954), deutsche Autorin
- Leisner, Vera (1885–1972), deutsche Prähistorikerin und Archäologin
- Leisner, Walter (1929–2023), deutscher Rechtswissenschaftler und ehemaliger Hochschullehrer
- Leisner, Walter Georg (* 1973), deutscher Rechtswissenschaftler
- Leisner, Willi (1899–1965), deutscher Publizist
- Leisner, Wulf (1907–1977), deutscher Journalist, Dramaturg, Regisseur, Intendant
- Leisner-Egensperger, Anna (* 1970), deutsche Rechtswissenschaftlerin

### Leisr
- Leisring, Volckmar († 1637), deutscher Kantor und Kirchenkomponist
- Leisrink, Heinrich (1845–1885), deutscher Mediziner und Gründer der Poliklinik Hamburg

### Leiss
- Leiss, Elisabeth (* 1957), deutsche Germanistin und Linguistin
- Leiß, Ferdinand (1910–2002), deutscher Kommunalpolitiker
- Leiß, Hans-Ruprecht (* 1954), deutscher Zeichner und Maler
- Leiß, Jochen (* 1950), deutscher Tischtennisspieler
- Leiß, Johann von (1821–1884), österreichischer römisch-katholischer Theologe, Bischof von Brixen
- Leiß, Max (* 1986), deutscher Jazzmusiker (Kontrabass)
- Leiß, Ramona (* 1957), deutsche FernsehmoderatorinRamona Leiß (* 1957)

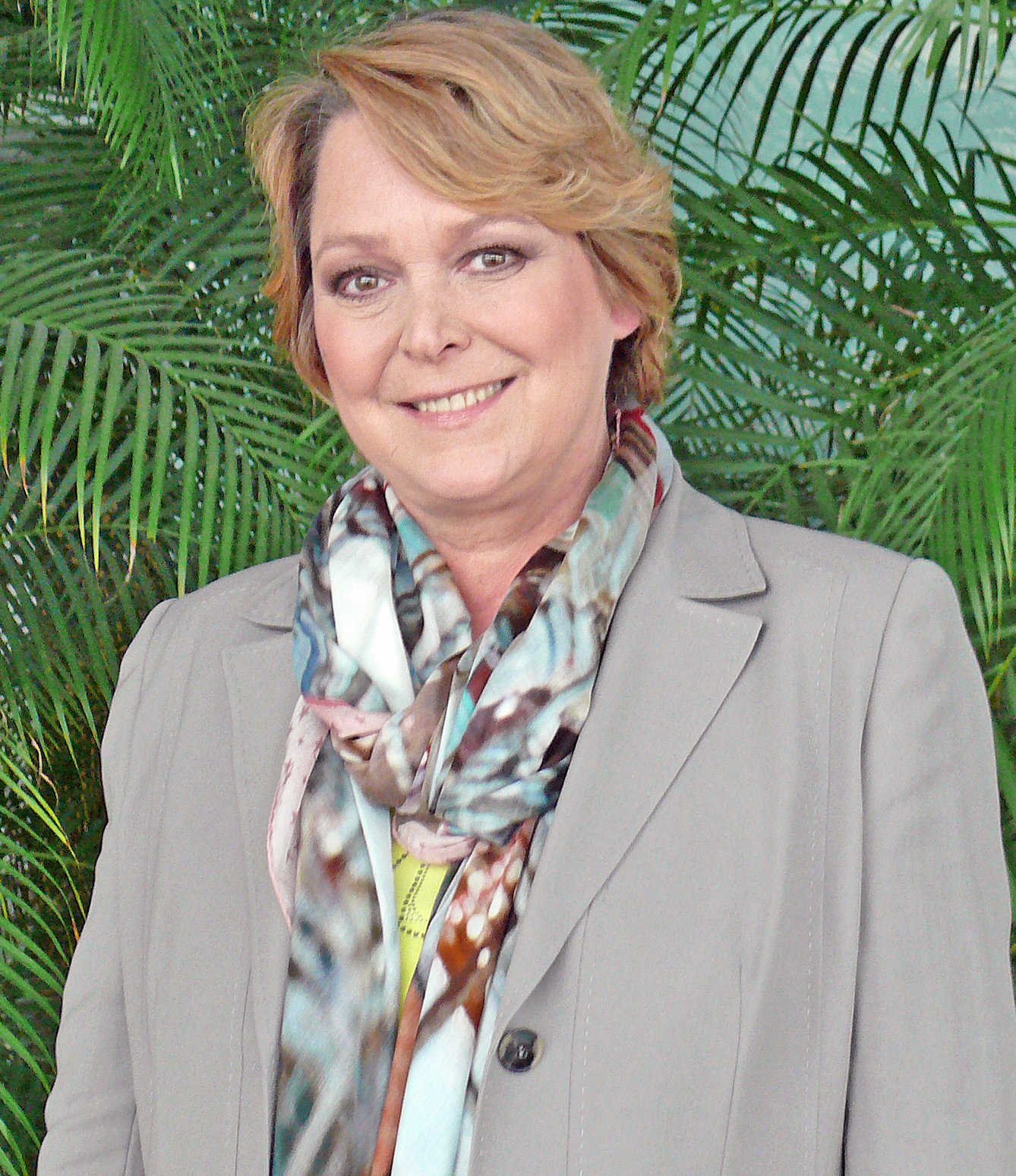
Ramona Leiß (* 1957)

- Leiß, Volker (* 1966), deutscher Komponist, Musiker und Arzt
- Leiß, Werner (* 1942), deutscher Politiker (SPD), MdL
- Leiss-Huber, Anton (* 1980), deutscher Opernsänger in der Stimmlage Tenor, Autor, Sprecher und Schauspieler
- Leiße, Olaf (* 1966), deutscher Politikwissenschaftler
- Leissegues, Corentin de (1758–1832), französischer Admiral
- Leisser, Franz (1914–1984), österreichischer Lehrer und Politiker (ÖVP), Abgeordneter zum Nationalrat
- Leissing, Eugen (1913–2000), österreichischer Kaufmann und Politiker (ÖVP), Landtagsabgeordneter, Mitglied des Bundesrates
- Leissl, Peter (* 1958), deutscher Sportjournalist
- Leissle, Walter (1932–2013), deutscher Liedtexter
- Leissler, Arnold der Jüngere (1939–2014), deutscher Maler und Grafiker
- Leißling, Richard (1878–1957), deutscher Heimatforscher
- Leißner, Gustav (1890–1982), deutscher Jurist und Oberbürgermeister von Dresden
- Leißner, Helmut (* 1894), deutscher Kapitän zur See der Kriegsmarine und Gebietsführer der HJ
- Leißner, Karl (1876–1951), deutscher Gewerkschafter, Mitglied des Provinziallandtages der Provinz Hessen-Nassau
- Leissner, Tanner (* 1995), US-amerikanischer Basketballspieler
- Leissner, Tim (* 1971), Investmentbanker
- Leißring, Antonie († 1862), deutsche Sängerin (Sopran)
- Leißring, Christian August Joachim (1777–1852), deutscher Schauspieler und Opernsänger (Tenor)
- Leissring, Wilhelm, deutscher Bildhauer und Pädagoge

### Leist
- Leist, Alexander (* 1987), deutscher Freestyle-Frisbee-Spieler und -funktionär
- Leist, Anton (* 1947), deutscher Philosoph
- Leist, Arthur (1852–1927), deutscher Schriftsteller und Journalist
- Leist, Björn (* 1978), deutscher Sternekoch
- Leist, Burkard Wilhelm (1819–1906), deutscher Rechtswissenschaftler
- Leist, Claudia Johanna (* 1959), deutsche Hörspielregisseurin
- Leist, Elisabeth (1917–2001), deutsche Kinderkrankenschwester
- Leist, Erich (1935–2014), deutscher Fußballspieler
- Leist, Fritz (1913–1974), deutscher Psychotherapeut und katholischer Religionsphilosoph
- Leist, Gerhard Alexander (1862–1918), deutscher Rechtswissenschaftler
- Leist, Heinrich (1859–1910), deutscher Jurist und Kolonialbeamter
- Leist, Jörg (* 1935), deutscher Bürgermeister
- Leist, Julian (* 1988), deutscher Fußballspieler
- Leist, Justus Christoph (1770–1858), deutscher Staatsrechtler und Politiker
- Leist, Ludwig (1891–1967), deutscher Verwaltungsbeamter, SA-Führer und Stadthauptmann
- Leist, Matheus (* 1998), brasilianischer Automobilrennfahrer
- Leist, Otmar (1921–2012), deutscher Schriftsteller
- Leist, Susanne, deutsche Wirtschaftsinformatikerin und Hochschullehrerin
- Leist, Wilhelm (1899–1945), deutscher Widerstandskämpfer und NS-Opfer
- Leist-Stein, Esther (1926–2019), Schweizer Kunstmalerin und Illustratorin
- Leiste, Christian (1738–1815), deutscher Pädagoge, Mathematiker und Geograph
- Leiste, Georg (* 1964), deutscher Comedian, Comedy-Akrobat und Clown
- Leisten, Christoph (* 1960), deutscher Lehrer und Schriftsteller
- Leisten, Ferdi (1914–1995), deutscher Unternehmer Pferdezüchter und KarnevalspräsidentFerdi Leisten (1914–1995)

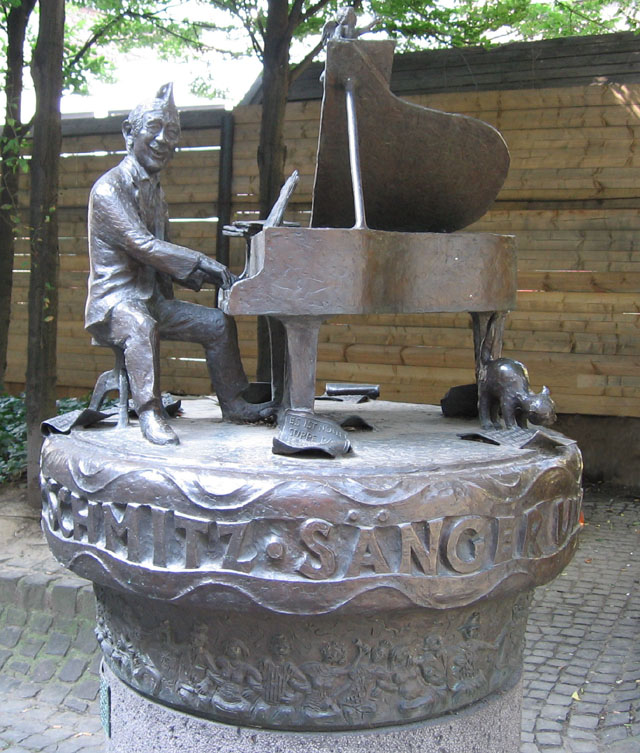
Ferdi Leisten (1914–1995)

- Leisten, Jacobus (1844–1918), deutscher Genre- und Historienmaler, Zeichner und Radierer
- Leisten, Rainer (1957–2017), deutscher Logistikwissenschaftler
- Leistenschneider, Heinrich (* 1986), deutscher Karateka
- Leistenschneider, Martina (1935–2022), deutsche Politikerin (CDU), MdL
- Leistenschneider, Robert (1894–1968), deutscher Filmproduktionsleiter
- Leistenschneider, Wolfgang (1943–2016), deutscher Urologe und Hochschullehrer
- Leister, Albert (1890–1968), deutscher Politiker (NSDAP), MdR
- Leister, Christiane (1955–2025), deutsch-schweizerische Unternehmerin
- Leister, Erwin (* 1924), deutscher Theaterschauspieler und Theaterregisseur
- Leister, Johann Siegmund (1637–1696), kursächsischer & königlich-polnischer Oberamtmann der Stadt Dresden
- Leister, Karl (* 1937), deutscher KlarinettistKarl Leister (* 1937)

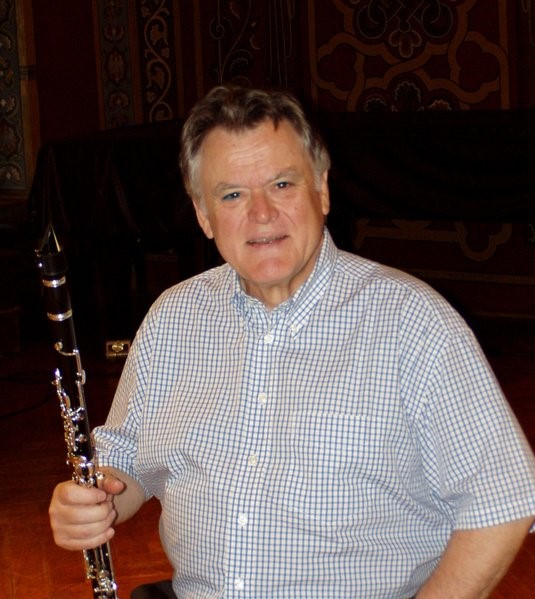
Karl Leister (* 1937)

- Leister, Klaus Dieter (1937–2017), deutscher Jurist, Verwaltungsbeamter und Politiker (SPD)
- Leister, Maria (* 1956), deutsche Volleyballspielerin
- Leister, Michael (1604–1671), kursächsischer Oberamtmann von Dresden
- Leistikow, Ernst (1867–1933), deutsch-polnischer Kaufmann und Unternehmer, Likörfabrikant, Kunstsammler und Papierkünstler
- Leistikow, Gertrud (1885–1948), deutsche Tänzerin
- Leistikow, Grete (1893–1989), deutsche Fotografin
- Leistikow, Hans (1892–1962), deutscher Grafiker
- Leistikow, Hans (1895–1967), deutscher Generalmajor im Zweiten Weltkrieg
- Leistikow, Klaus Ulrich (1929–2002), deutscher Botaniker und Paläobotaniker
- Leistikow, Walter (1865–1908), deutscher Maler und GrafikerWalter Leistikow (1865–1908)

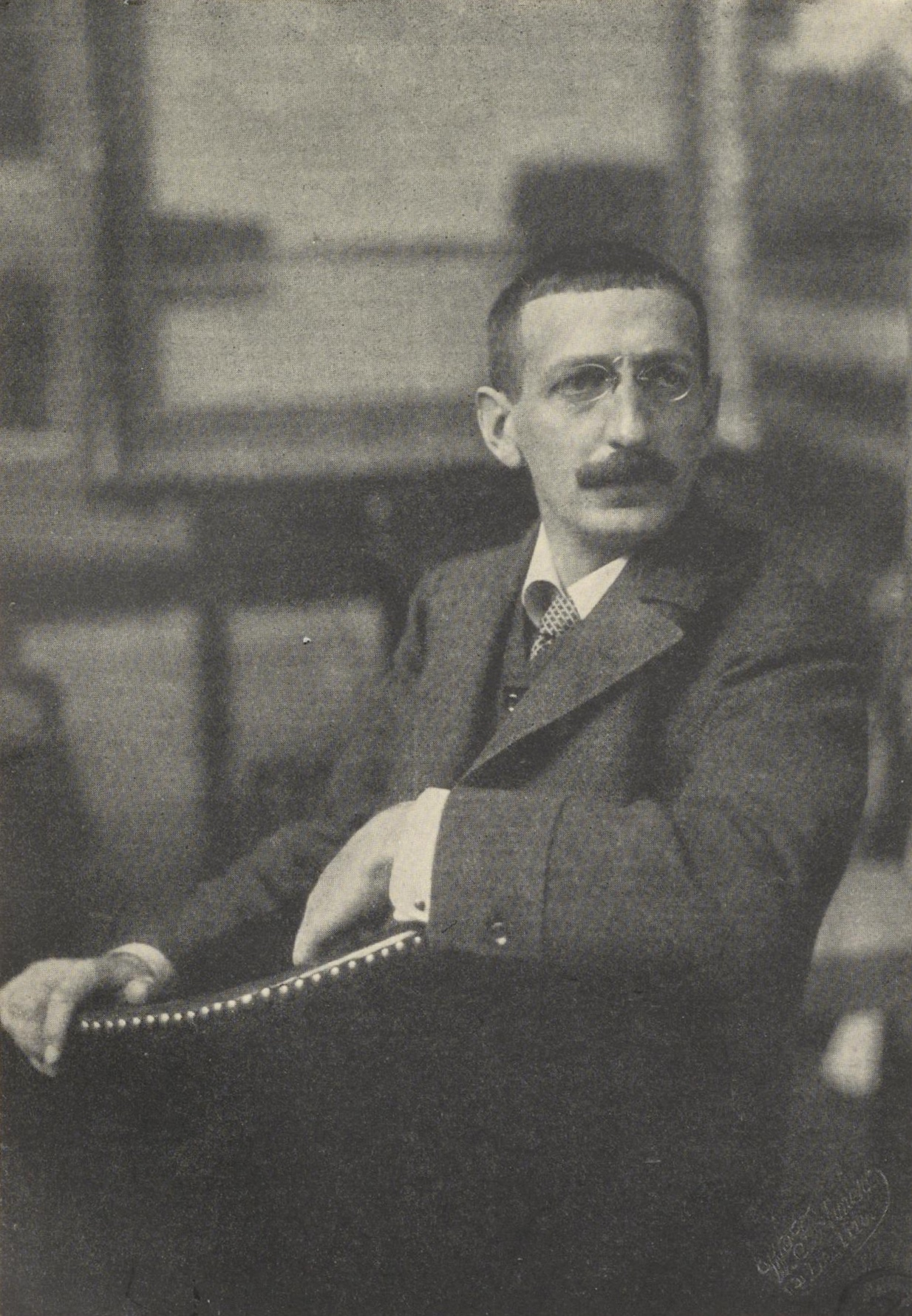
Walter Leistikow (1865–1908)

- Leistl, Ralf (* 1959), deutscher Kameramann und Dokumentarfilmer
- Leistler, Carl (1805–1857), österreichischer Möbel- und Parkettenfabrikant
- Leistner, Albrecht (1887–1950), deutscher Bildhauer, Maler und Grafiker
- Leistner, Bernd (1939–2019), deutscher Literaturwissenschaftler und Schriftsteller
- Leistner, Bernd (* 1943), deutscher Bühnen- und Kostümbildner
- Leistner, Bernd (* 1943), deutscher Offizier, zuletzt Generalmajor
- Leistner, Claudia (* 1965), deutsche Eiskunstläuferin
- Leistner, Daniel (* 1965), deutscher Comiczeichner, Schauspieler, Regisseur und Intendant
- Leistner, Dieter (1952–2022), deutscher Fotograf und Hochschullehrer
- Leistner, Erich (1896–1978), deutscher Tontechniker
- Leistner, Franz von (1855–1916), deutscher Verwaltungsjurist und Politiker
- Leistner, Georg (* 1861), deutscher Jurist und Turnfunktionär
- Leistner, Gerhard (* 1955), deutscher Kunsthistoriker und Ausstellungskurator
- Leistner, Heinz (1935–2014), deutscher Fußballtorhüter
- Leistner, Herta (* 1942), deutsche Sozialpädagogin und Autorin
- Leistner, Karl (1825–1874), deutscher Nationalökonom, nationalliberaler Politiker, MdR, MdL (Königreich Sachsen)
- Leistner, Matthias (* 1974), deutscher Rechtswissenschaftler
- Leistner, Otto Albrecht (* 1931), deutsch-südafrikanischer Botaniker
- Leistner, Toni (* 1990), deutscher FußballspielerToni Leistner (* 1990)

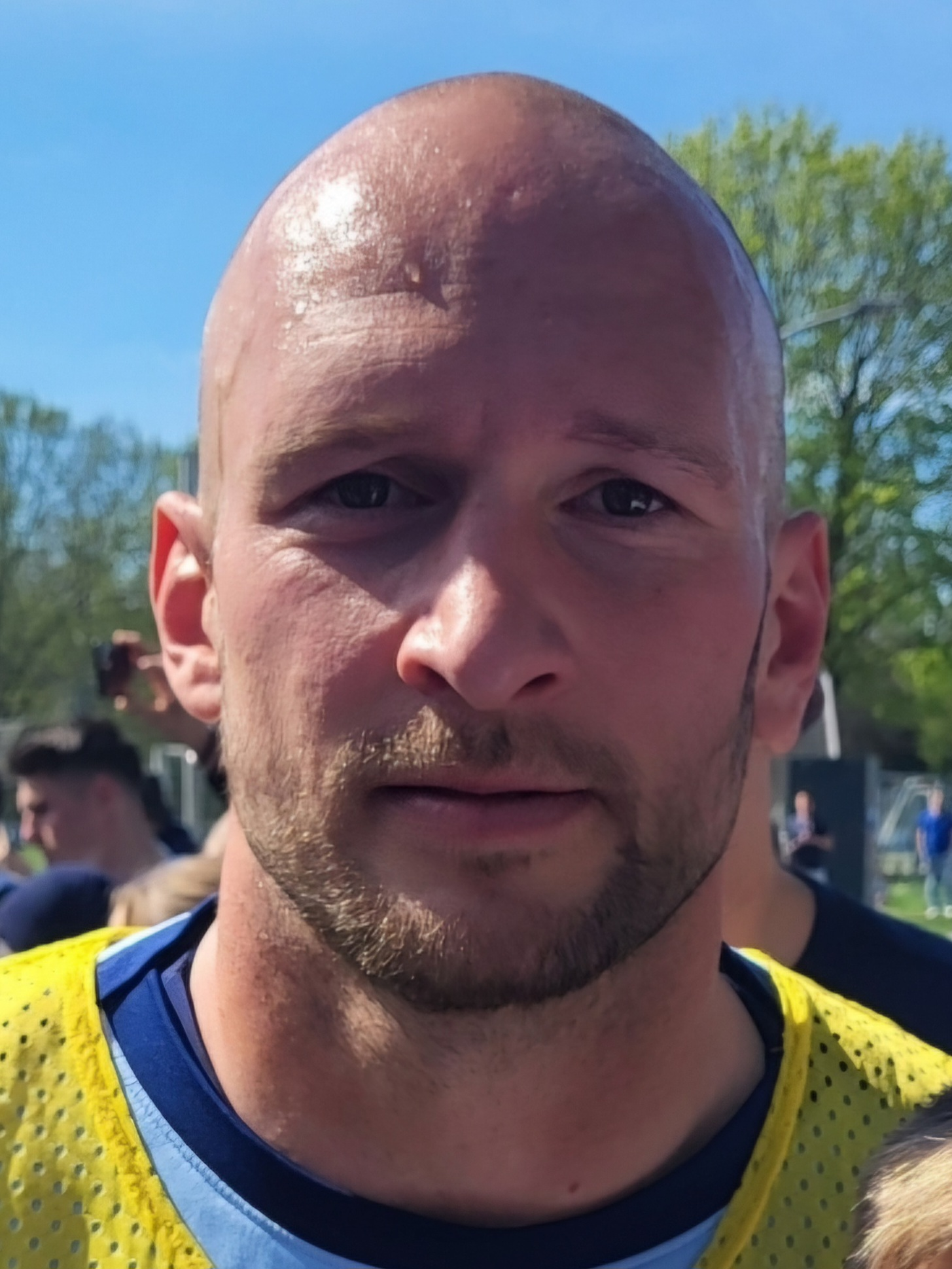
Toni Leistner (* 1990)

- Leistner, Yrsa von (1917–2008), deutsche Bildhauerin und Malerin
- Leistner-Mayer, Roland (* 1945), deutscher Komponist
- Leistra, Frank (* 1960), niederländischer Hockeyspieler
- Leistritz, Hans Karl (1909–1994), deutscher NS-Funktionär und einer der Initiatoren der Bücherverbrennung am 10. Mai 1933
- Leistritz, Hartmut (* 1956), deutscher Pianist

### Leisu
- Leisure, David (* 1950), US-amerikanischer Schauspieler

### Leisy
- Leisy, Ernest Erwin (1887–1968), US-amerikanischer Amerikanist